# S-Adenosylmethionin
S-Adenosylmethionin (SAM), auch bekannt unter der Bezeichnung SAMe, SAM-e oder AdoMet, ist eine chemische Verbindung aus der Stoffklasse der Sulfonium-Betaine. SAM ist ein Schlüsselprodukt im Stoffwechsel der Aminosäure Methionin und entsteht durch eine Reaktion von Methionin mit Adenosintriphosphat (ATP).
Im Stoffwechsel fungiert SAM als Methyldonor, wobei es selbst über S-Adenosylhomocystein (SAH) zu Adenosin und Homocystein hydrolysiert wird. Homocystein kann wieder zu Methionin remethyliert oder zur Aminosäure Cystein abgebaut werden. Die Regenerierung von SAH zu SAM ist mit Methyliodid als Methyldonor und einer Halomethyltransferase (HMT) möglich, während die Methylierung anderer Substrate mit SAM durch Methyltransferasen katalysiert wird.

## Geschichte
Giulio Cantoni entdeckte 1952 das S-Adenosylmethionin und erforschte seine Bedeutung und Chemie. Erst in den letzten Jahren entdeckte man seine Bedeutung als Arzneistoff. In den USA wird S-Adenosylmethionin als Nahrungsergänzung verkauft. Dies wurde möglich durch den Dietary Supplement Health and Education Act von 1999. Dieses Gesetz erlaubt für Nahrungsergänzungsstoffe die Umgehung der Food and Drug Administration (FDA).
In Deutschland ist Adenosylmethionin in der Verwendung als Arzneistoff gemäß der Arzneimittelverschreibungsverordnung ein verschreibungspflichtiger Stoff, adenosylmethioninhaltige Arzneimittel sind unabhängig von der Dosis verschreibungspflichtig. Adenosylmethionin war in Deutschland unter dem Namen Gumbaral zur Behandlung von Schmerzen bei Reizzuständen bei leichten bis mittelschweren degenerativen Gelenkerkrankungen wie beispielsweise Arthrosen zugelassen und bis 2012 auf dem Markt. Ob Adenosylmethionin-Präparate in Deutschland als Lebensmittel (z. B. Nahrungsergänzungsmittel) in Verkehr gebracht werden können, ist im Einzelfall zu prüfen und obliegt den zuständigen Behörden. Es gibt zahlreiche Substanzen, die sowohl in Arzneimitteln als auch in Lebensmitteln verwendet werden. Jedes Erzeugnis ist für sich zu prüfen und über die Einstufung zu entscheiden. Im Juni 2018 wurde einem Präparat eine Verkehrsfähigkeit als Nahrungsergänzungsmittel abgesprochen.

## Biosynthese

Biosynthese-Pfad zu SAM

SAM wird in den Zellen aus Methionin und ATP durch das Enzym Methionin-Adenosyl-Transferase in Anwesenheit von zweiwertigen Kationen wie Mg2+, Co2+ oder Mn2+ synthetisiert. Bei genetisch veränderten Escherichia coli-Stämmen bewirkte die Anwesenheit von bestimmten einwertigen Metall-Kationen eine deutliche Stimulierung der SAM-Produktion.

## Eigenschaften und biologische Bedeutung
Die hochreaktive Methylgruppe an der Sulfonium-Gruppe des SAM ist im Stoffwechsel an sogenannten Transmethylierungen beteiligt, bei denen eine Methylgruppe übertragen bzw. eingeführt wird. Diese Reaktionen werden durch Enzyme namens Methyltransferasen katalysiert, die SAM als Substrat verwenden. Solche Transmethylierungen sind wichtige Schritte bei der Biosynthese verschiedener Neurotransmitter, wie Adrenalin oder Acetylcholin. Auch die besser als Lecithin bekannten Phosphatidylcholine benötigen für ihre Darstellung SAM. Der Neurotransmitter Histamin wird u. a. durch die SAM-abhängige Histamin-N-Methyltransferase inaktiviert. Weiterhin spielt SAM bei der DNA-Methylierung durch DNA-Methyltransferasen in Eukaryoten eine wichtige Rolle.

## Medizinische Anwendung
Das breite Wirkungsspektrum von SAM als Arzneistoff umfasst die Behandlung von Depressionen, Arthritis und Lebererkrankungen.

### Nebenwirkungen
Folgende Nebenwirkungen können bei der Behandlung mit SAM auftreten: Magenbeschwerden, Durchfall, Ängstlichkeit, manische Symptome, Kopfschmerzen, Schlaflosigkeit und allergische Reaktionen. Die nach einer Langzeittherapie auftretenden Auswirkungen sind unbekannt.

### Induzierung manischer Symptome
Bei Menschen mit bipolaren Störungen besteht nach Einnahme von SAM die Gefahr der Ausbildung manischer Symptome, wie dies auch bei anderen Antidepressiva möglich ist. Klinische Studien haben ebenfalls gezeigt, dass orale oder injizierte Gaben der Verbindung auch bei Patienten ohne vorher diagnostizierte Bipolare Störungen manische Symptome hervorrufen können.